# テルトル広場
座標: 北緯48度53分12秒 東経2度20分27秒 / 北緯48.886539度 東経2.340772度
テルトル広場（テルトルひろば、仏: Place du Tertre）は、パリ18区のモンマルトルの丘にある広場。標高は約130メートル。かつてのモンマルトル村の中心で、最初の村役場があった場所。
平坦地の頂上ないし小さな丘を意味するTertre（テルトゥル）にあることから、広場の名前が付けられた。
画家達が集まり観光客の似顔絵（有料）を描いており、モンマルトルが現代美術の中心だった時代を想起させる。20世紀初頭には、パブロ・ピカソやモーリス・ユトリロなど多くの画家がこの地で暮らした。
パリ市街が一望できる。

## ギャラリー

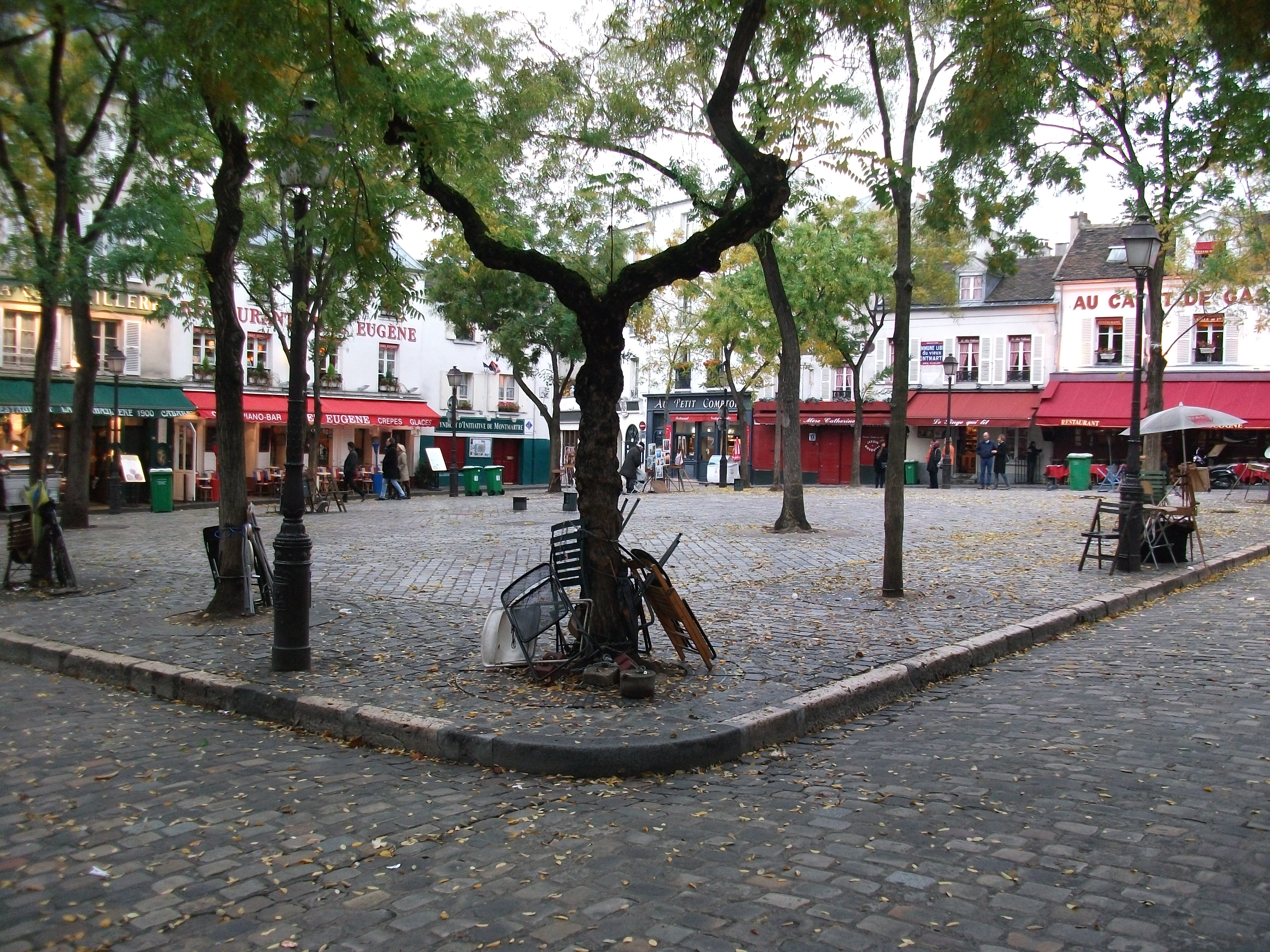
朝のテルトル広場
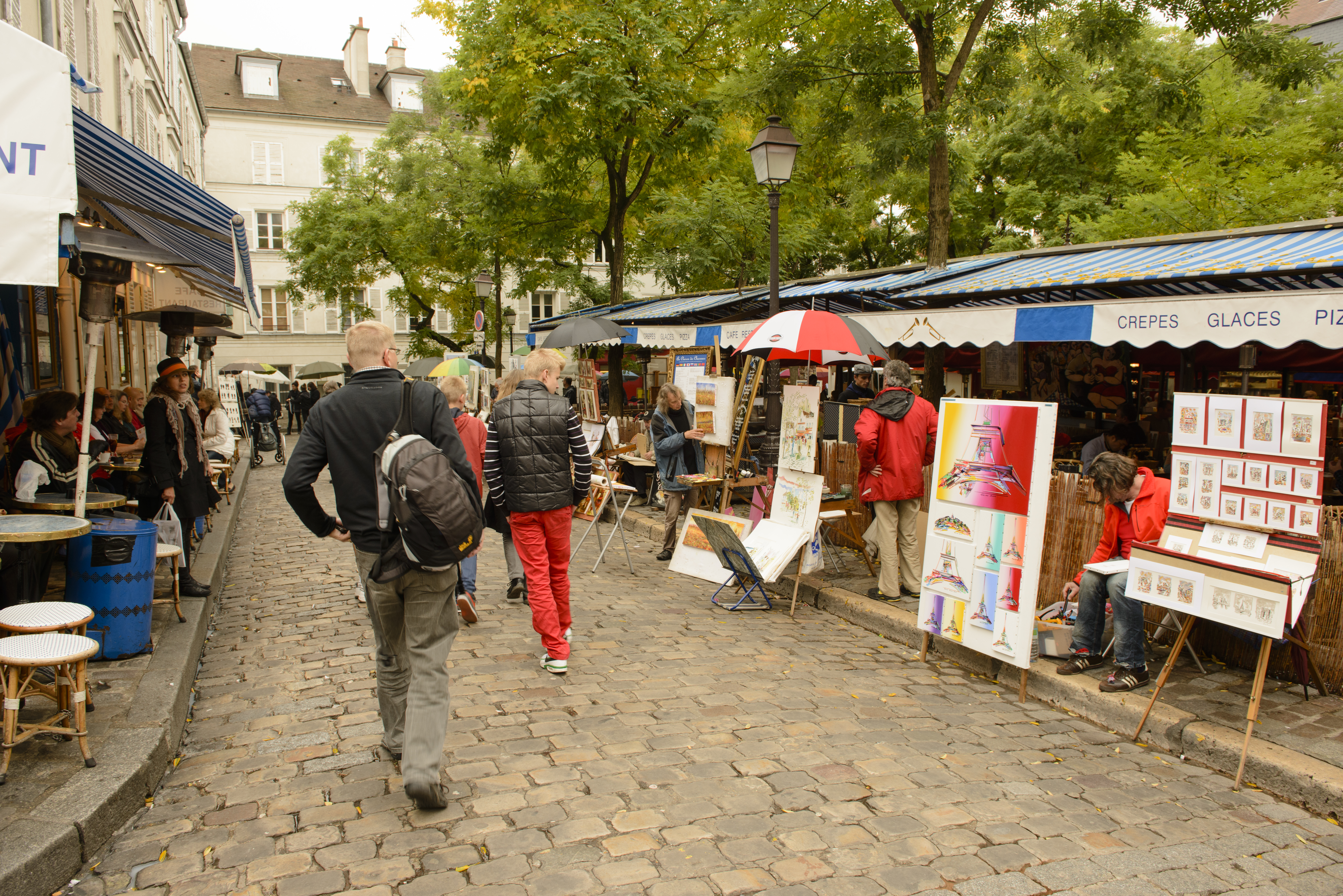
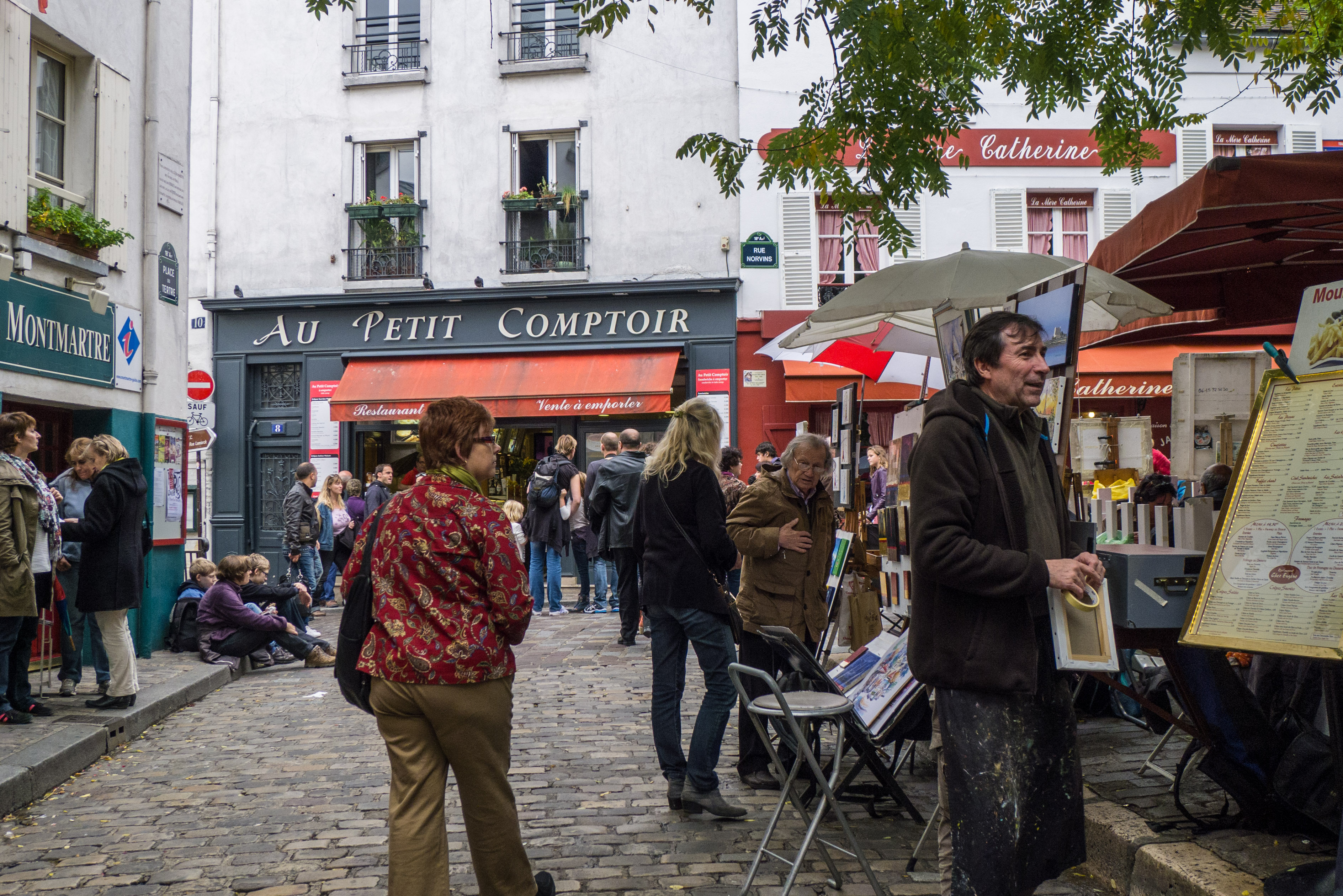
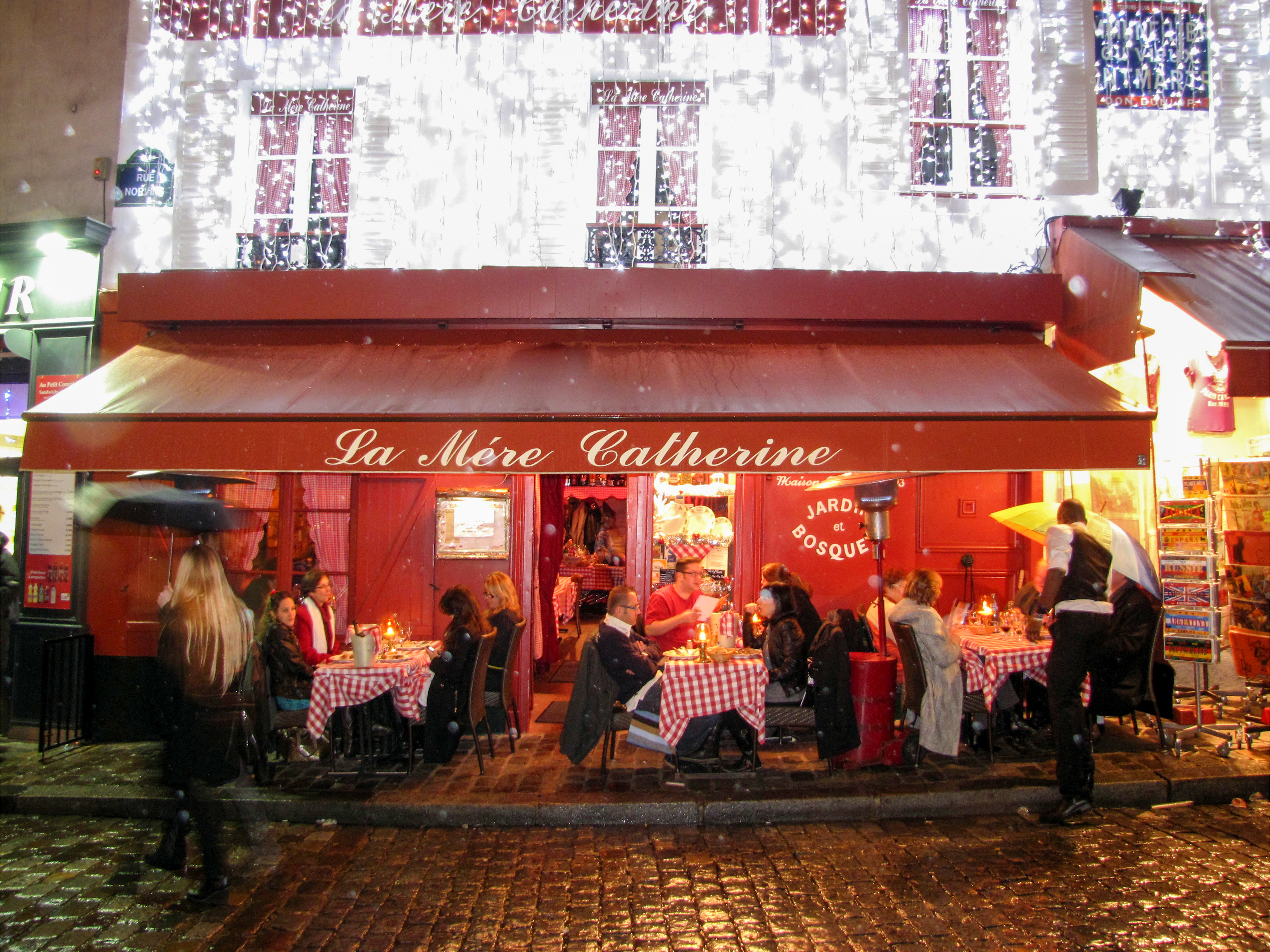
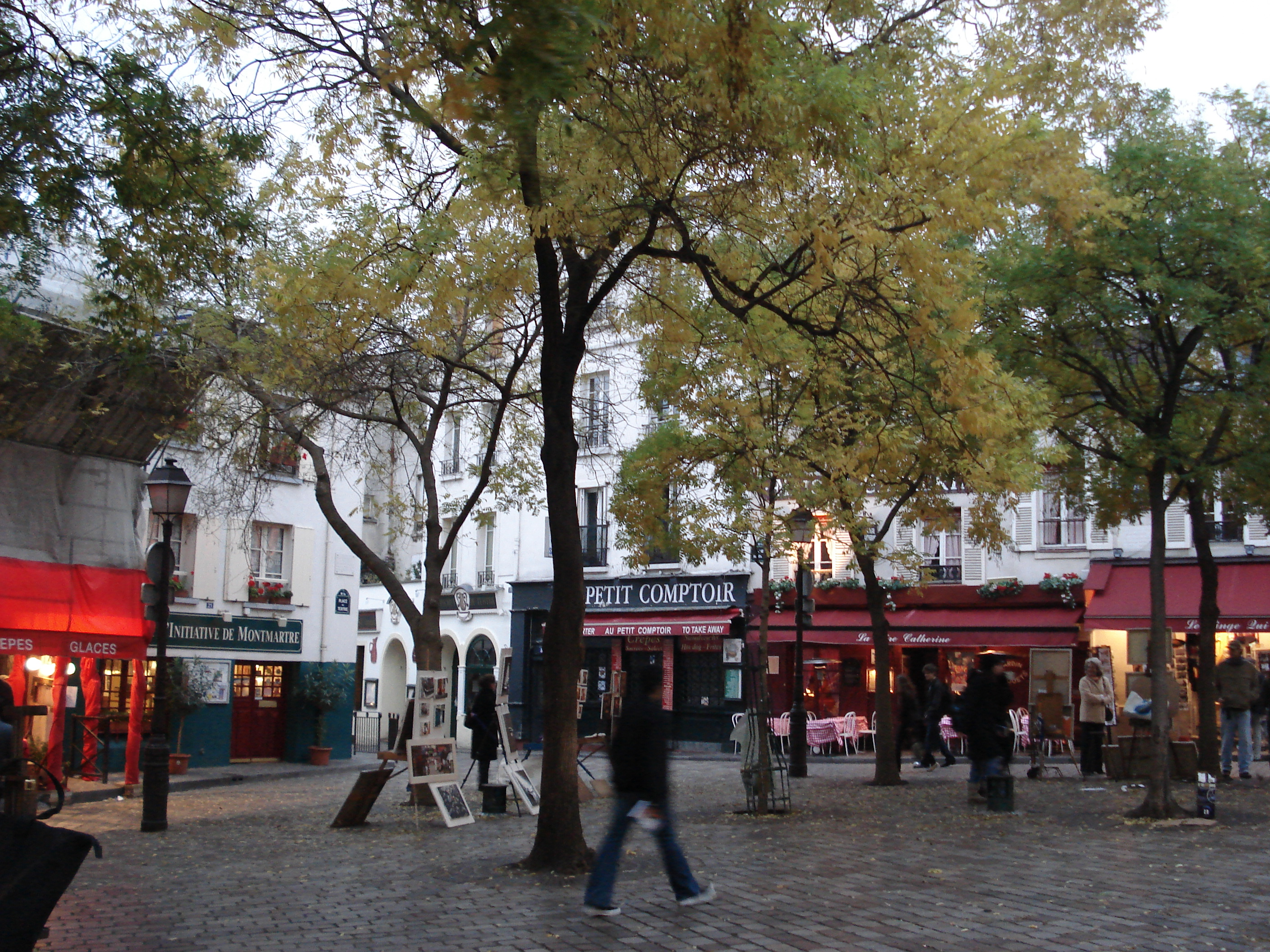
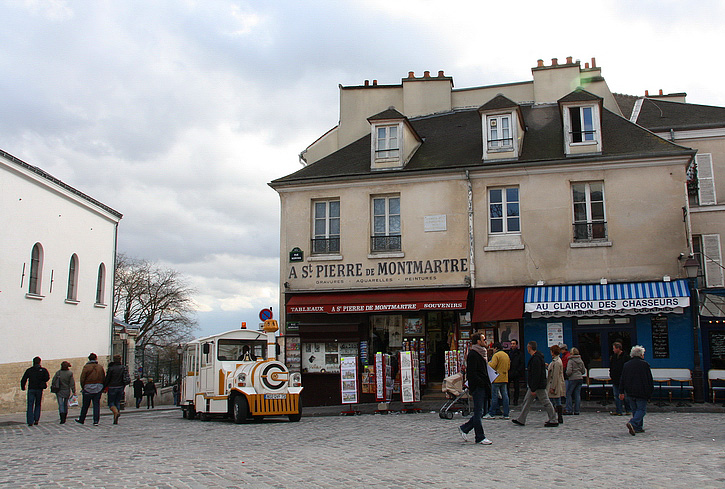
モン＝スニ通り(Rue du Mont-Cenis) から来た観光トレイン
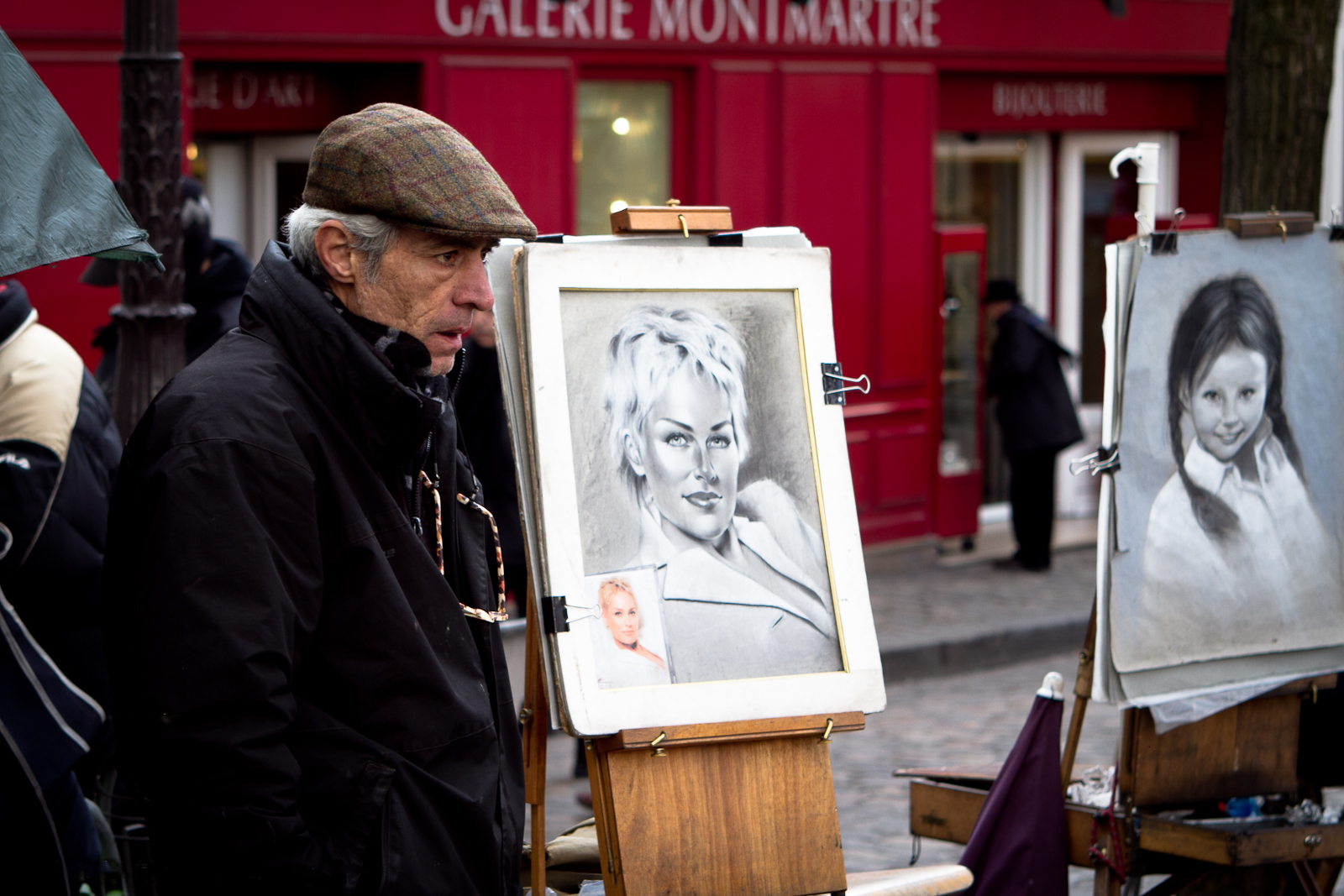
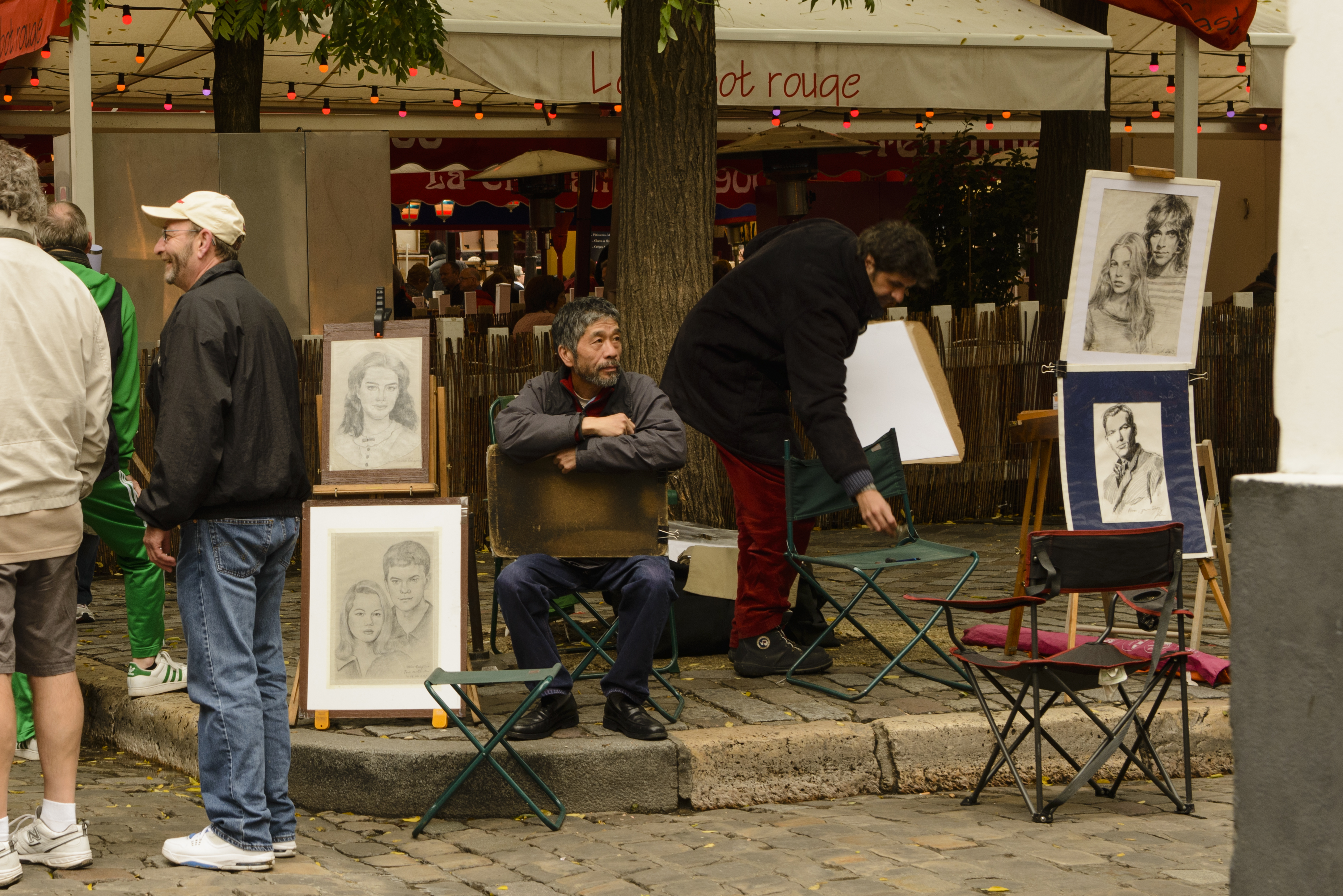
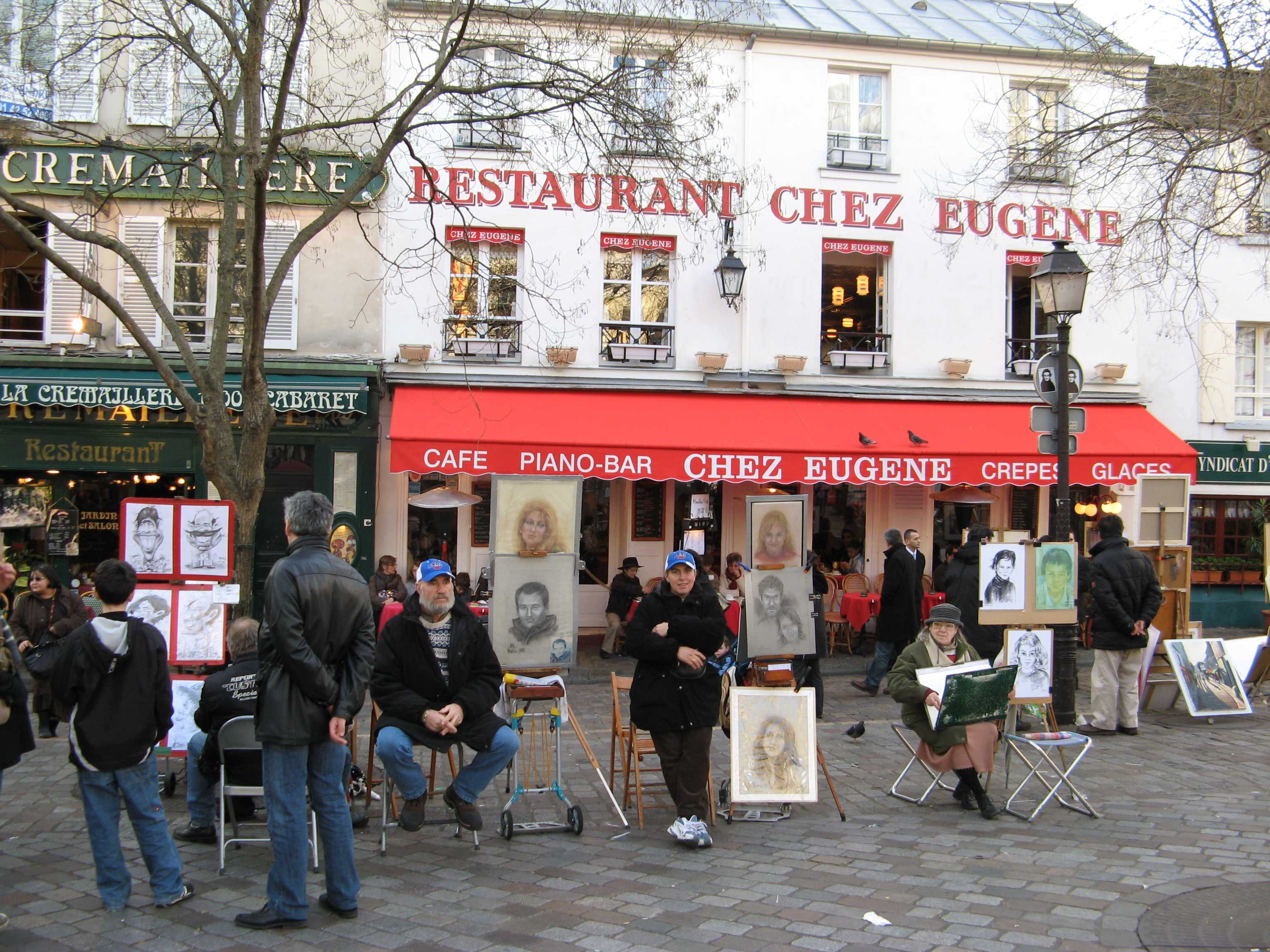
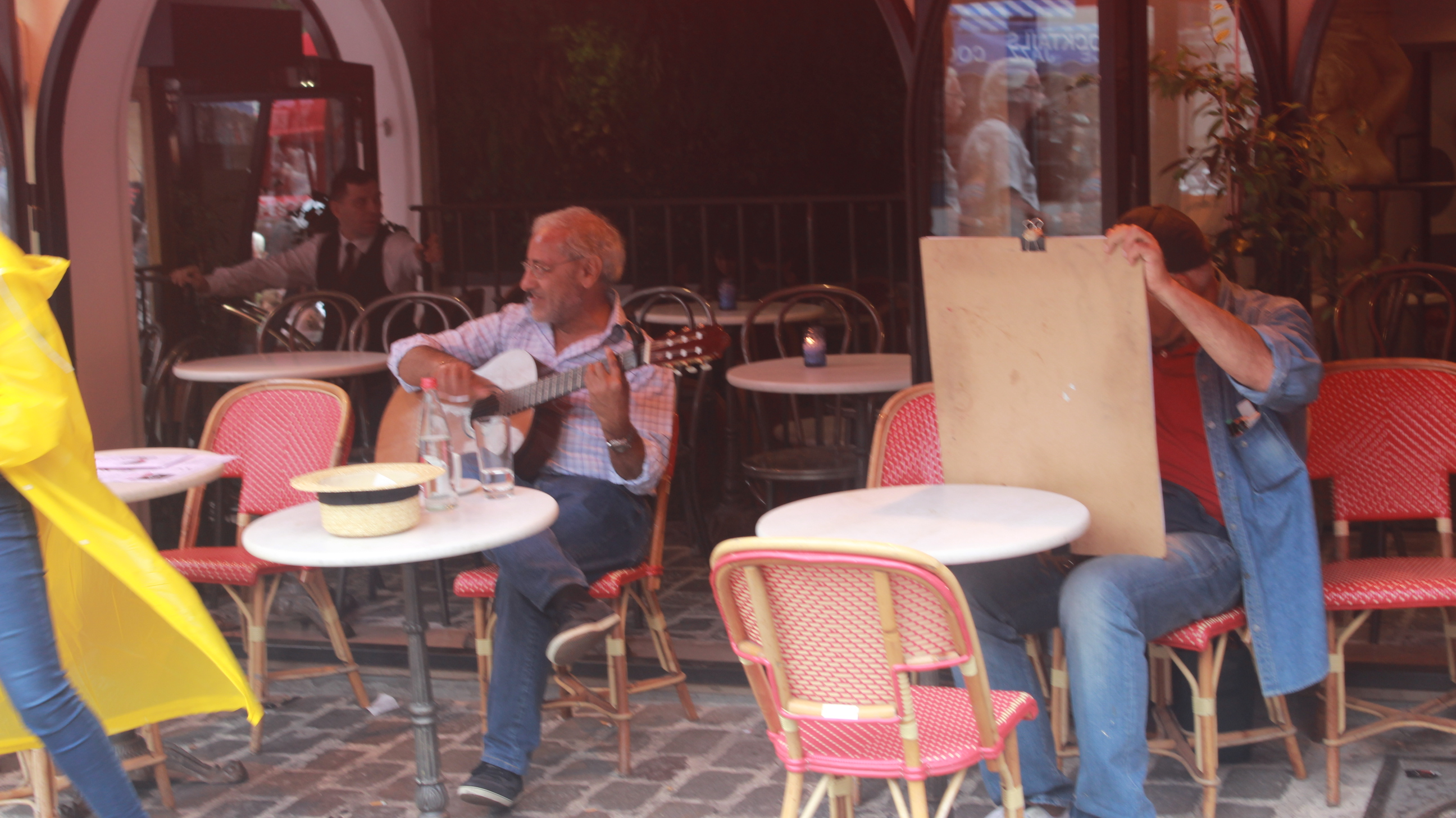
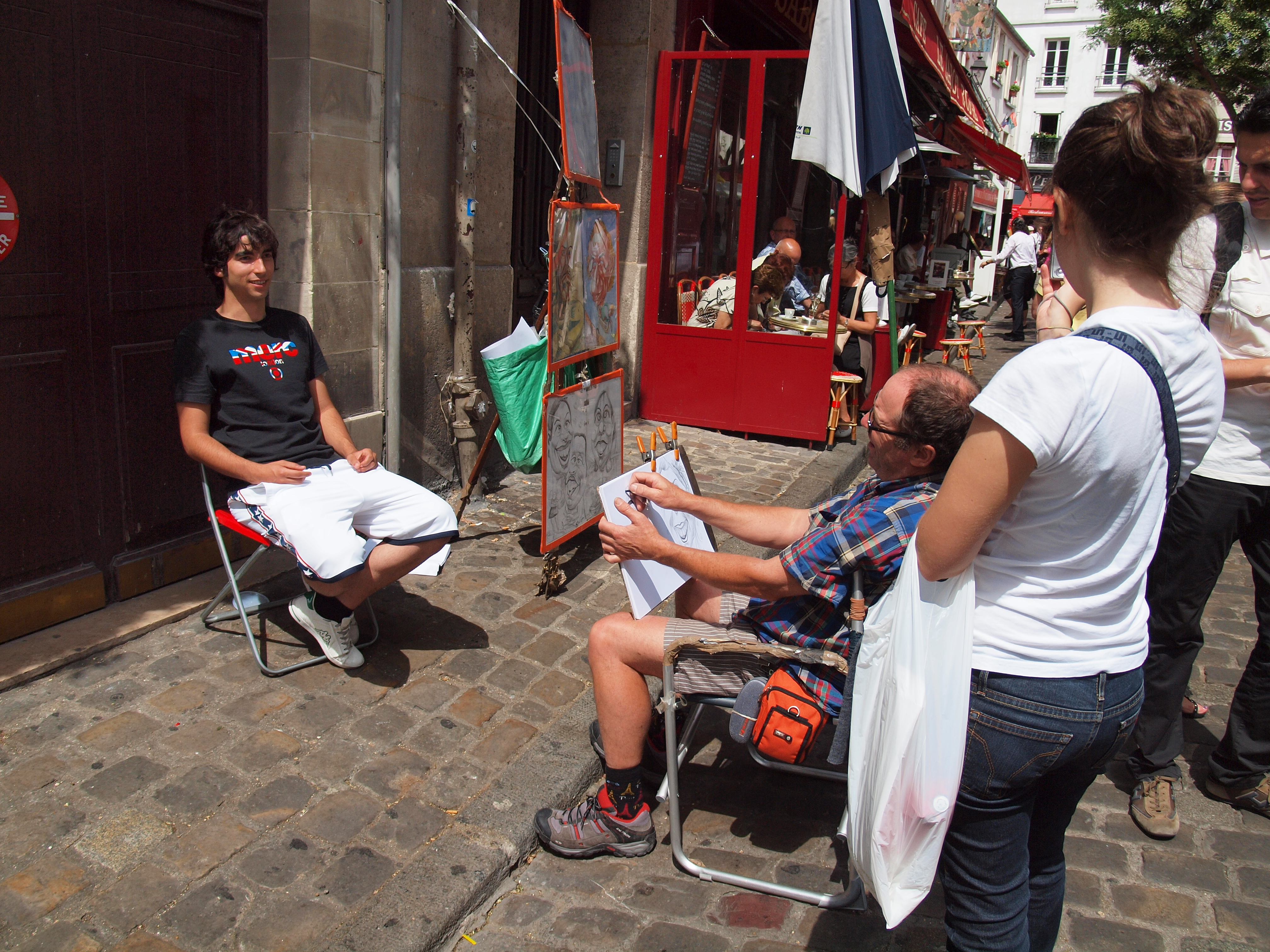
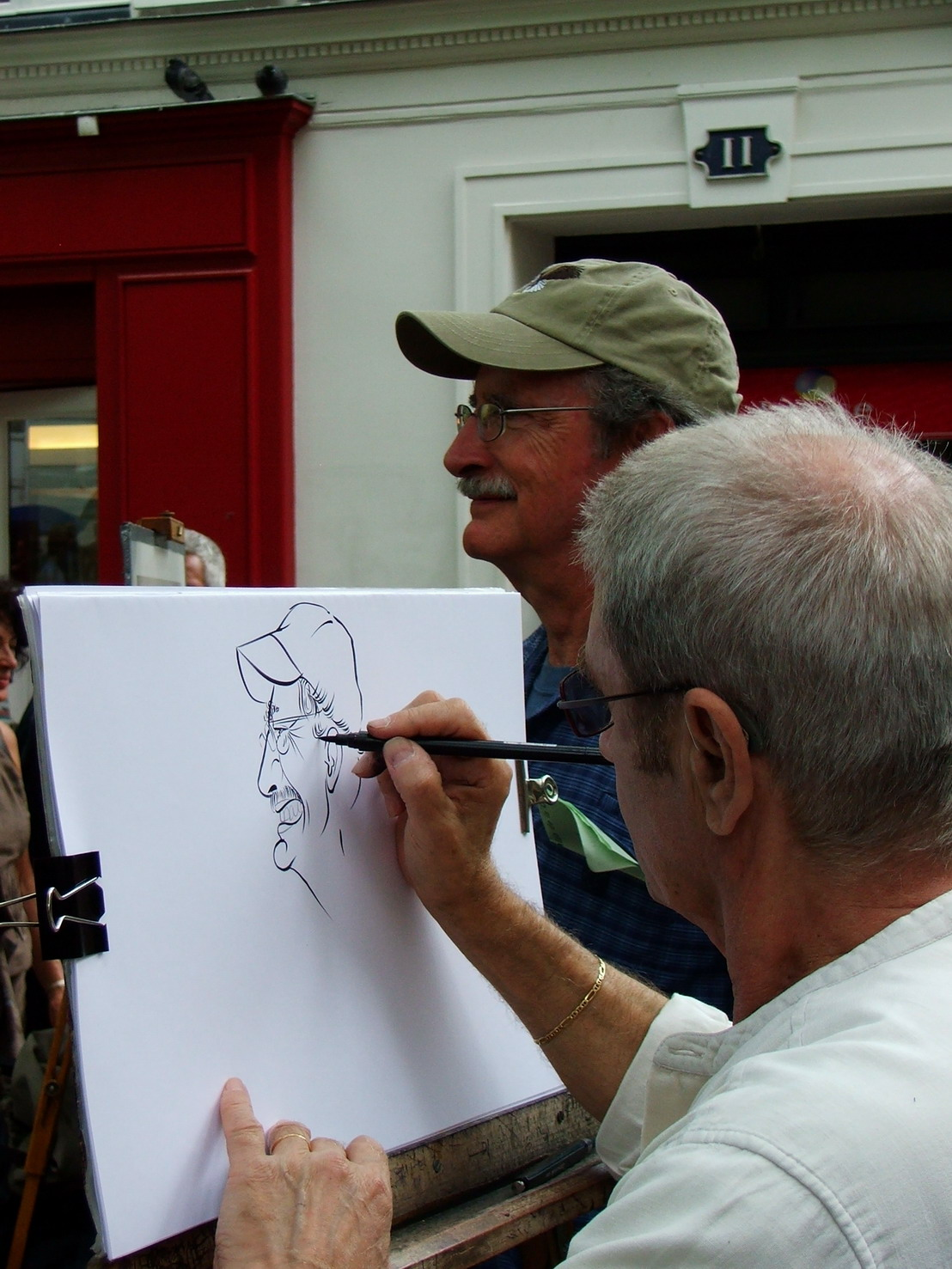
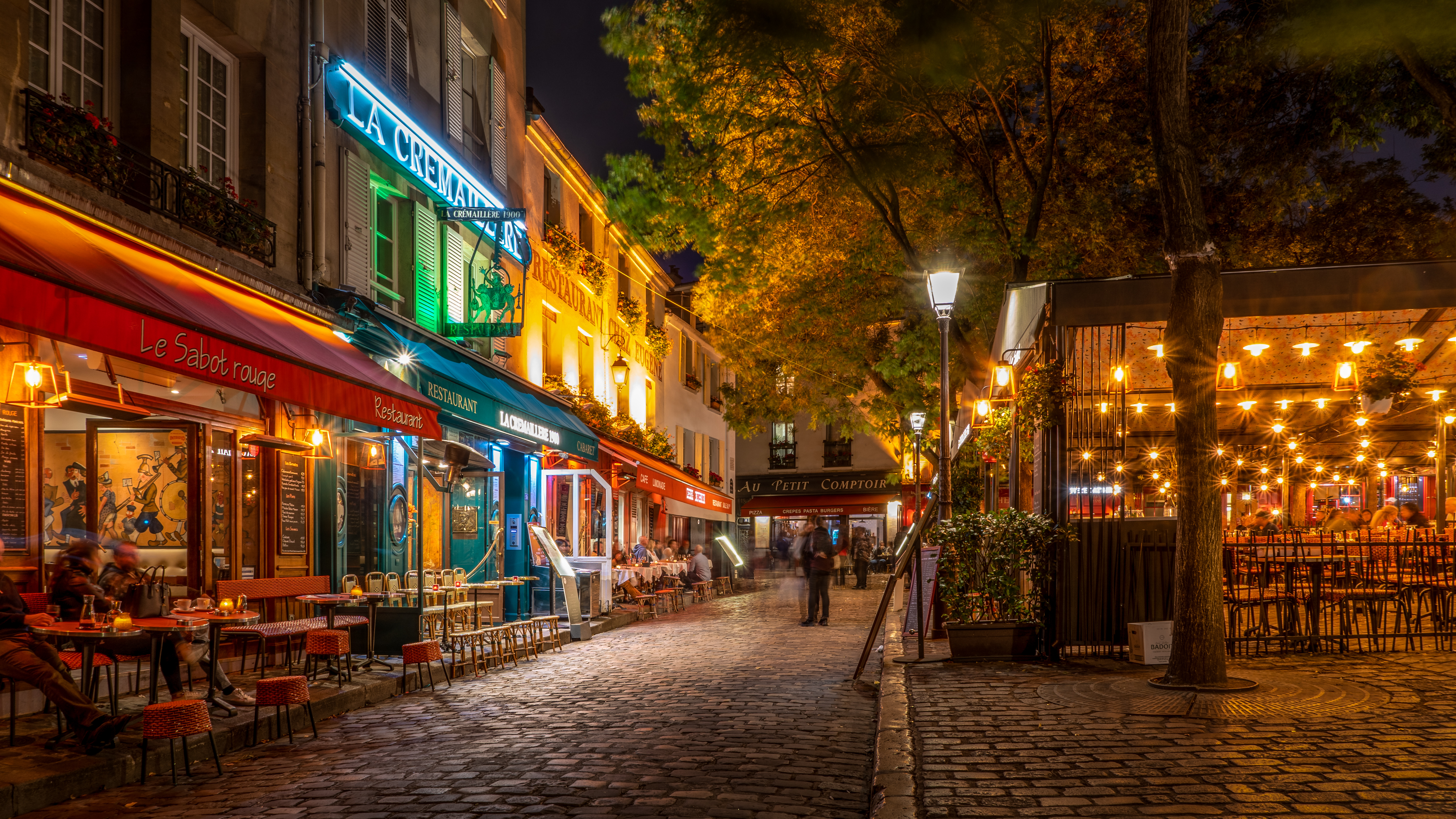